# Josef Krečmer
Josef Krečmer es un violonchelista.
Nació el 8 de marzo de 1958 en Checoslovaquia (actualmente República Checa).
Fundador del conjunto tuvo su formación musical en el Conservatorio de Música en Pardubice y Academia de Música en Praga. Como primer violonchelo de la Filarmónica de Cámara de Pardubice ha participado en numerosas giras en Austria, Alemania, Italia, Francia, Holanda, Bélgica, Gran Bretaña, los EE. UU, Japón. 
Josef Krecmer es profesor en el Conservatorio de Música de Pardubice y además de su labor docente se dedica intensamente a la música de cámara, siendo líder artístico de Barocco sempre giovane y organizador de los ciclos de sus conciertos y eventos musicales en Pardubice y la República Checa.